# Popillia donckieri
Popillia donckieri är en skalbaggsart som beskrevs av Ohaus 1901. Popillia donckieri ingår i släktet Popillia och familjen Rutelidae. Inga underarter finns listade i Catalogue of Life.